# Nachal Vardija
Nachal Vardija (hebrejsky: נחל ורדיה) je krátké vádí v severním Izraeli, v pohoří Karmel.
Začíná v nadmořské výšce přes 250 metrů nad mořem, v severní části města Haifa, v údolí lemovaném návršími zastavěnými haifskými čtvrtěmi Šambur, Romema a Vardija. Odtud vádí směřuje k východu, přičemž prudce klesá. Nachází se tu prameny Ajanot Vardija (עינות ורדיה). Bezprostřední okolí toku je zalesněno, ovšem lemováno souvislou zástavbou města Haifa. Zleva ústí do vádí Nachal Giborim, které jeho vody odvádí do Středozemního moře.